# Mika Kottila
Mika Kottila (ur. 22 września 1974 w Vantaa) – piłkarz fiński grający na pozycji napastnika. W swojej karierze 31 razy zagrał w reprezentacji Finlandii i strzelił w niej 7 goli.

## Kariera klubowa
Karierę piłkarską Kottila rozpoczął w klubie FinnPa z Helsinek. W 1993 roku awansował do kadry pierwszego zespołu i zadebiutował w nim w pierwszej lidze fińskiej. W 1994 roku odszedł do innego stołecznego klubu, HJK Helsinki. W tym samym roku zdobył z nim Puchar Ligi Fińskiej. W HJK grał jeszcze w 1995 roku, a w 1996 roku odszedł do RoPS Rovaniemi.
Latem 1996 Kottila przeszedł do angielskiego klubu Hereford United, grającego w Division Three. Na początku 1997 wrócił z Anglii do Finlandii i ponownie grał w HJK Helsinki. W 1997 roku wywalczył z nim mistrzostwo Finlandii, a w 1998 roku zdobył Puchar Finlandii. W latach 1997 i 1998 sięgnął też po Puchar Ligi.
W 1999 roku Kottila występował w norweskim SK Brann, z którym zagrał w finale Pucharu Norwegii. Natomiast w latach 2000–2001 grał w szwedzkim Trelleborgs FF.
W 2002 roku Kottila ponownie został piłkarzem HJK. W sezonie 2002 został królem strzelców ligi z 18 golami. Z HJK jeszcze dwukrotnie został mistrzem kraju (2002, 2003) i zdobył Puchar Finlandii (2003). W latach 2005–2006 występował w FC Lahti, w którym zakończył karierę.
| Sezon   | Klub            | Kraj      | Rozgrywki      | Mecze | Bramki |
| ------- | --------------- | --------- | -------------- | ----- | ------ |
| 1993    | FinnPa          | Finlandia | Veikkausliiga  | 1     | 0      |
| 1994    | HJK Helsinki    | Finlandia | Veikkausliiga  | 12    | 2      |
| 1995    | HJK Helsinki    | Finlandia | Veikkausliiga  | 21    | 4      |
| 1996    | RoPS Rovaniemi  | Finlandia | Veikkausliiga  | 14    | 2      |
| 1996/97 | Hereford United | Anglia    | Division Three | 13    | 1      |
| 1997    | HJK Helsinki    | Finlandia | Veikkausliiga  | 25    | 7      |
| 1998    | HJK Helsinki    | Finlandia | Veikkausliiga  | 26    | 1      |
| 1999    | SK Brann        | Norwegia  | Tippeligaen    | 13    | 1      |
| 2000    | Trelleborgs FF  | Szwecja   | Allsvenskan    | 23    | 7      |
| 2001    | Trelleborgs FF  | Szwecja   | Allsvenskan    | 22    | 2      |
| 2002    | HJK Helsinki    | Finlandia | Veikkausliiga  | 29    | 18     |
| 2003    | HJK Helsinki    | Finlandia | Veikkausliiga  | 23    | 11     |
| 2004    | HJK Helsinki    | Finlandia | Veikkausliiga  | 22    | 4      |
| 2005    | FC Lahti        | Finlandia | Veikkausliiga  | 25    | 4      |
| 2006    | FC Lahti        | Finlandia | Veikkausliiga  | 7     | 2      |

## Kariera reprezentacyjna
W reprezentacji Finlandii Kottila zadebiutował 5 lutego 1998 roku w zremisowanym 1:1 towarzyskim spotkaniu z Cyprem. W swojej karierze grał w eliminacjach do Euro 2000, MŚ 2002 i Euro 2004. Od 1998 do 2004 roku rozegrał w kadrze narodowej 31 meczów i strzelił 7 goli.